# Ferrari Zsigmond
Ferrari Zsigmond, olaszul: Sigismondo Ferrari, latinul: Sigismundus Ferrarius (1589 – 1647) Domonkos-rendi szerzetes.

## Élete
Olasz származású. A Domonkos-rend magyar missziójának vezetője, történetírója és a rend újjászervezője a XVII. században Magyarországon. Bécsi akadémiai tanár volt. Ő volt az első író, aki magyar Domonkos-rendi kódexek után kutatott. Számot adott a Margit-legendáról és Váczi Pál szabályzat-fordításáról, valamint a Birk-kódexről, amelynek még akkor meglévő teljes példányára Ferrari talált rá 1635-ben, valamint annak kéziratát is megszerezte és magával vitte.

## Munkája
- De Rebus hungaricae provinciae s ordinis praedicatorum comment. Viennae, 1637.